# 9891 Stephensmith
9891 Stephensmith è un asteroide della fascia principale. Scoperto nel 1995, presenta un'orbita caratterizzata da un semiasse maggiore pari a 2,5924648 au e da un'eccentricità di 0,1364513, inclinata di 14,14500° rispetto all'eclittica.
L'asteroide è dedicato a Stephen Smith, curatore tra il 1986 e il 2000 del The Shallow Sky Bulletin su cui erano pubblicate le effemeridi cometarie.